# Beechcraft King Air
O Beechcraft King Air é uma família de bimotores de pequeno porte e alta performance para uso executivo, com motorização turboélice e cabine pressurizada, com capacidade para transportar confortavelmente quatro ou cinco passageiros em viagens interestaduais (rotas domésticas), fabricada nos Estados Unidos a partir da década de 1970 pela então Beech Aircraft (atualmente Beechcraft Corporation), que utilizou como base o projeto de bimotor a pistão da década de 1960 chamado Queen Air, da mesma marca.
O grande sucesso do projeto King Air (uma variedade de modelos de aeronaves turboélice, iniciada na década de 1960 com o A-90 e, posteriormente, o B-90) é o resultado de uma feliz combinação de características positivas, entre elas a robustez estrutural, design da fuselagem com seção transversal semi-quadrada adotada pela Beechcraft, trem de pouso com amortecedores de longo curso, pressurização e, na época de lançamento, aeronave já motorizada com o motor turboélice PT6-A da marca Pratt & Whitney, resultando em maior velocidade de cruzeiro e altitudes mais elevadas de cruzeiro, em relação aos modelos de aeronaves a pistão.
Toda a linha King Air de aeronaves turboélice acumula mais de 7.000 aeronaves produzidas, incluindo os modelos C-90, F-90, B-200 e 350, um grande sucesso de vendas.

## King Air C-90 e King Air F-90
Posteriormente, os avanços sucessivos da Engenharia Aeronáutica foram se traduzindo gradativamente em aprimoramentos do produto básico original, resultando em novos lançamentos de versões aperfeiçoadas, como o do modelo King Air F-90 na década de 1970, do mesmo tamanho do King Air C-90, para transportar confortavelmente quatro ou cinco passageiros em viagens interestaduais, incluindo um pequeno toalete básico.
A principal e mais visível diferença conceitual entre os modelos C-90 e F-90 é a introdução de uma nova cauda em "T" no modelo F-90 na década de 1970, resultando em vantagens como um menor nível de vibração na cabine de passageiros, em função da nova localização mais conveniente do estabilizador horizontal, fora das esteiras de vórtices e perturbações nos escoamentos de ar gerados pelas hélices.
O F-90 foi também um dos primeiros modelos King Air a adotar o novo conjunto de hélices de quatro pás, resultando em uma velocidade de cruzeiro ligeiramente maior que a do modelo anterior e uma redução dos níveis de ruído dentro do avião.

## King Air B-200

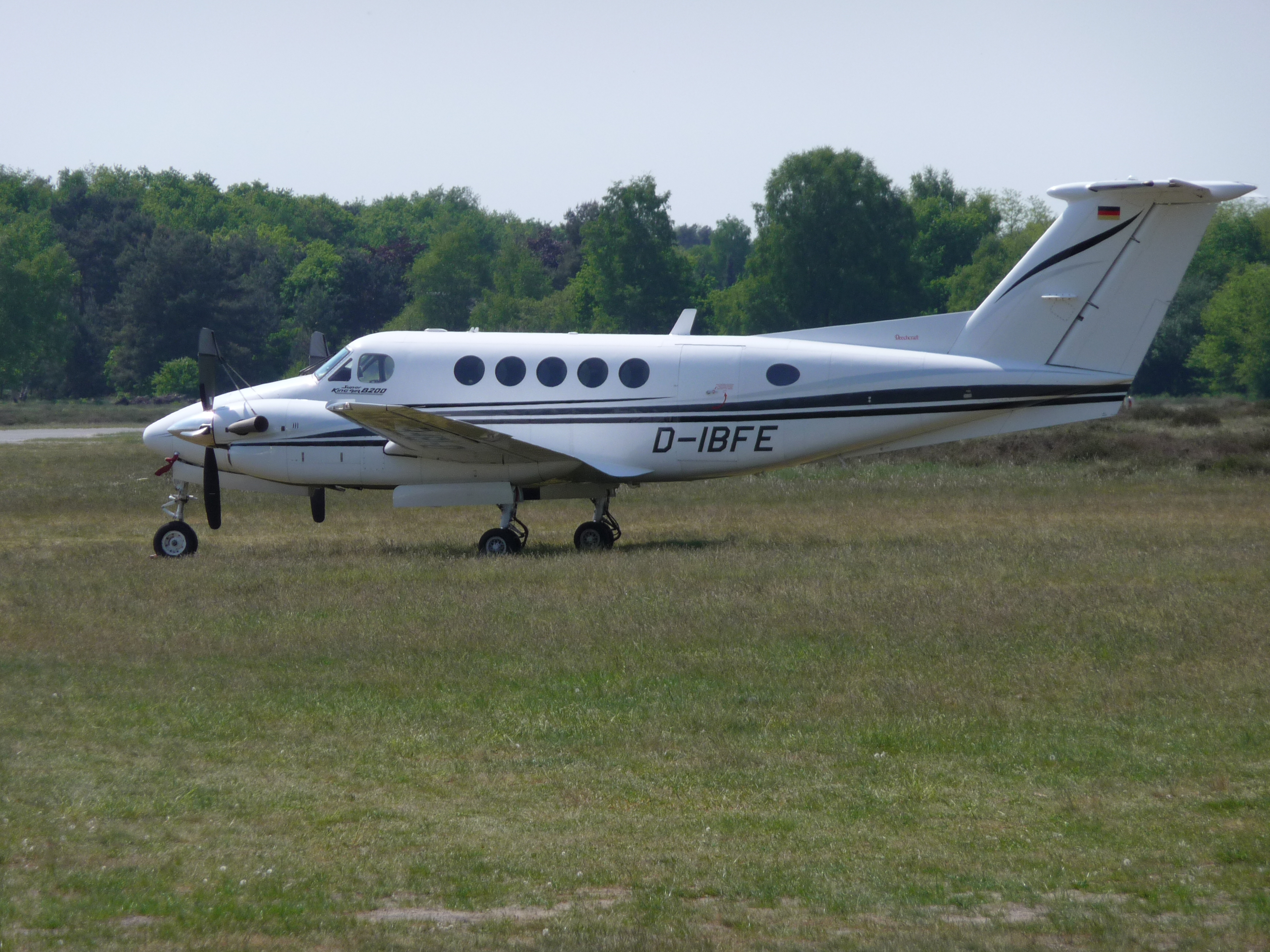
O Beech King Air, versão B-200.

A rigor, o King Air B-200 nasceu no início da década de 1970, mas sob outra denominação, King Air 100 e posteriormente, na década de 1980, recebeu a denominação definitiva King Air B-200, com fuselagem alongada para transportar confortavelmente seis ou sete passageiros em viagens interestaduais, incluindo nela a maior parte das características positivas do King Air F-90 e mais uma opção de galley compacta para água, sucos e refrigerantes.
Para atender os mercados de alto poder aquisitivo norte-americano e europeu, compostos basicamente de pecuaristas, empresários e executivos que queriam e precisavam de um tipo de transporte confortável e rápido mas sem abrir mão da flexibilidade operacional para pousar e decolar em pistas curtas, a fabricante Beechcraft disponibilizou a motorização Pratt & Whitney PT6-A com potência aumentada para 850 shp cada.
A flexibilidade de pousar e decolar em pistas curtas, com obstáculos próximos às cabeceiras e prolongamentos é o motivo pelo qual muitos desses clientes optam pelo avião do tipo turboélice, já que o avião a jato em geral tem limitações técnicas neste sentido.

## King Air 350

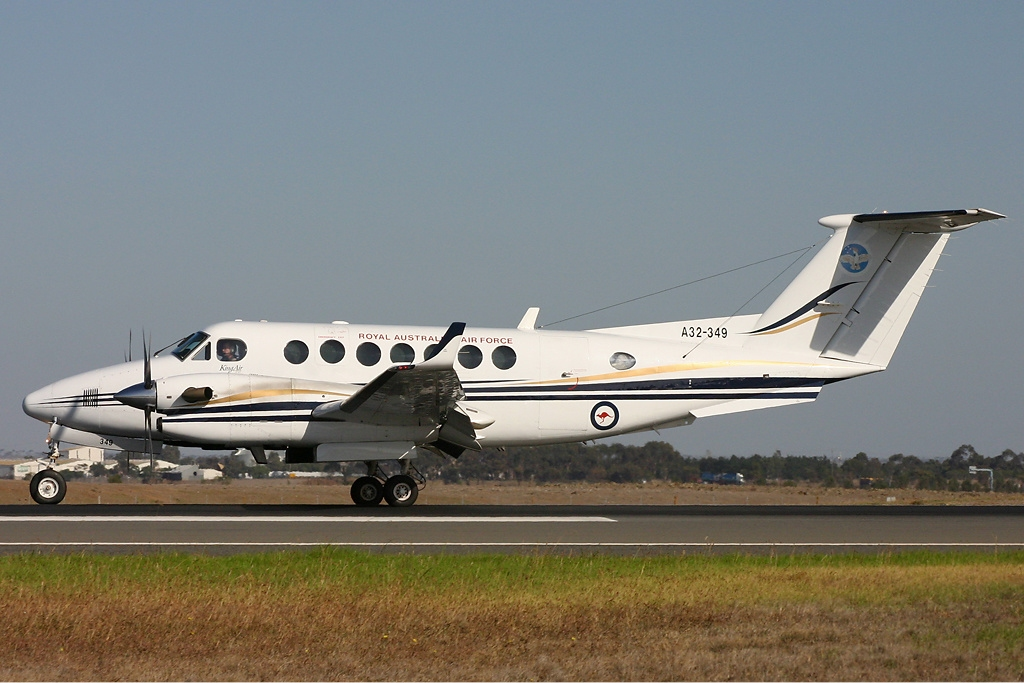
King Air 350

Na década de 1990, esse rico mercado passou a exigir mais e, como conseqüência natural, a Beechcraft colocou à disposição de seus clientes o Super King Air 350, com fuselagem ainda mais alongada para transportar confortavelmente 8 ou 10 passageiros, dependendo da configuração adotada, preservando as mesmas características de praticidade dos modelos anteriores, com flexibilidade para pousar e decolar em pistas curtas, sem perda de qualidade de voo.

## Mercado
É consenso dentro do meio aeronáutico que, do ponto de vista econômico, os aviões turboélice são mais vantajosos que os aviões a jato em viagens de até 500 quilômetros.
Neste sentido, em viagens de mais de 750 quilômetros os aviões a jato são mais vantajosos, com o benefício da maior velocidade de cruzeiro que os jatos apresentam e os turboélices não conseguem alcançar.
No entanto, somente a partir da década de 1990 foram introduzidos na família King Air o moderníssimo sistema EFIS (Electronic Flight Instrument System) de navegação. Atualmente, todos os modelos King Air podem sair de fábrica já com as telas PFD (tela primária) e MFD (tela multifuncional) na cabine de comando e os aviões usados da marca podem ser atualizados neste sentido em oficinas autorizadas, a pedido dos clientes, incluindo a instalação de modelos mais atuais de TCAS e EGPWS, muito úteis na navegação.

## Ficha técnica

### King Air 350
- Motorização (potência): Pratt & Whitney PT6-A (1.050 shp / cada);
- Pista de Pouso: Aprox. 1.100 metros (lotado / dias quentes / tanques cheios);
- Alcance: Aprox. Aprox. 2.400 quilômetros (lotado / 75% potência);
- Consumo médio: Aprox. 420 litros (QAV) / hora (lotado / 75% potência);
- Consumo médio: Aprox. 0,09 litro / passageiro / km voado;
- Capacidade: 8 ou 10 passageiros;
- Comprimento: Aprox. 14,2 metros;
- Envergadura: Aprox. 17,6 metros;
- Altura: Aprox. 4,4 metros;
- Peso máximo decolagem: Aprox. 6.800 kg;
- TBO (tempo entre revisões): 3.600 horas;
- Velocidade de cruzeiro: Aprox. 540 km/h;
- Teto de serviço: Aprox. 10.000 metros;
- Preço: Aprox. US$ 2,5 milhões (usado / bom estado de conservação);

### King Air B-200
- Motorização (potência): 2 X Pratt & Whitney PT6-A (850 shp / cada);
- Pista de pouso: Aprox. 1.100 metros (lotado / dias quentes / tanques cheios);
- Alcance: Aprox. 2.300 quilômetros (lotado / 75% potência / com reservas);
- Consumo médio (QAV): Aprox. 400 litros / hora (lotado / 75% potência);
- Consumo médio (QAV): Aprox. 0,1 litro / passageiro / km voado;
- Comprimento: Aprox. 13,4 metros;
- Envergadura: Aprox. 16,6 metros;
- Altura: Aprox. 4,5 metros;
- Peso máximo decolagem: Aprox. 5.650 kg;
- Capacidade: 6 ou 7 passageiros;
- TBO (tempo entre revisões): 3.600 horas;
- Velocidade de cruzeiro: Aprox. 540 km/h;
- Teto de serviço: Aprox. 10.000 metros; / Nível operacional Max: FL 280
- performance especial em relação ao nível operacional
- max - nível certificada max é FL350, mas muitas vezes não é usado;
- Preço: Aprox. US$ 1,8 milhão (usado / bom estado de conservação);

### King Air C90B
- Motorização (potência): 2 X Pratt & Whitney PT6-A (550 shp / cada);
- Pista de pouso: Aprox. 900 metros (lotado / dias quentes / tanques cheios);
- Alcance: Aprox. 1.700 quilômetros (lotado / 75% potência / com reservas);
- Consumo médio (QAV): Aprox. 340 litros / hora (lotado / 75% potência);
- Consumo médio (QAV): Aprox. 0,13 litro / passageiro / km voado;
- Comprimento: Aprox. 11 metros;
- Envergadura: Aprox. 15 metros;
- Altura: Aprox. 4,4 metros;
- Peso máximo decolagem: Aprox. 4.580 kg;
- Capacidade: 4 ou 5 passageiros;
- Velocidade de cruzeiro: Aprox. 470 km/h;
- Teto de serviço: Aprox. 9.100 metros;
- Preço (C-90): Aprox. US$ 1,5 milhão (usado / bom estado de conservação);